# 悼良王
悼良王（?—?），是明朝崇禎帝朱由檢第七子、母恭淑端惠靜懷皇貴妃田氏。
他在《明史》上被称作第七子，三岁夭折。名俱无考。根据《皇第七子悼良王圹志》，他死后被追封為悼良王。